# Chef-Haut
Chef-Haut är en kommun i departementet Vosges i regionen Grand Est (tidigare regionen Lorraine) i nordöstra Frankrike. Kommunen ligger i kantonen Mirecourt som tillhör arrondissementet Neufchâteau. År 2022 hade Chef-Haut 48 invånare.

## Befolkningsutveckling
Antalet invånare i kommunen Chef-Haut
| Referens: INSEE |